# Маркус Поом
Маркус Поом (ест. Markus Poom; 27 лютого 1999, Дербі Велика Британія) — естонський футболіст, півзахисник. Виступає за національну збірну Естонії.

## Клубна кар'єра
Вихованець футбольної школи «Нимме Юнайтед» (Таллінн). 2015 року дебютував у дорослій команді «Нимме Юнайтед», яка виступала у другій лізі (четвертий дивізіон).
З 2016 року виступає за талліннську «Флору». Дебютний матч за основну команду в чемпіонаті Естонії зіграв 16 серпня 2016 проти «Тарваса», замінивши на 59-й хвилині Міхкеля Айнсалу. Перший гол забив 25 квітня 2017 року у ворота «Трансу». 2017 року став чемпіоном Естонії. Фіналіст Кубка країни сезону 2017/18. У 2018 році взяв участь у всіх 36 матчах національного чемпіонату та став бронзовим призером.
16 січня 2023 року Поом приєднався до ірландського клубу «Шемрок Роверс» на правах оренди на весь сезон 2023 року.

## Кар'єра у збірній
Виступає за збірні Естонії молодшого віку, починаючи з 16 років.
У національній збірній дебютував 11 січня 2019 року в товариському матчі проти Фінляндії, вийшовши на заміну в перерві.

## Особисте життя
Батько — один із найвідоміших футболістів Естонії початку XXI століття Март Поом.

## Досягнення
- Чемпіон Естонії : 2017, 2019, 2020, 2022
- Срібний призер чемпіонату Естонії: 2021
- Бронзовий призер чемпіонату Естонії: 2018
- Володар Кубку Естонії : 2019/20
- Фіналіст Кубка Естонії: 2017/18, 2020/21
- Володар Суперкубку Естонії : 2020, 2021
- Чемпіон Ірландії: 2023
- Володар Кубка Президента Ірландії : 2024